# Gustavo de Souza Caiche
Gustavo de Souza Caiche, meglio noto solo come Gustavo o Gustavo Caiche (Ribeirão Preto, 4 giugno 1976), è un ex calciatore brasiliano, di ruolo difensore.

## Palmarès

### Club
- Copa Paraná: 1

Atlético Paranaense: 1998
- Campionato Paranaense: 3

Atlético Paranaense: 1998, 2000, 2001
- Campionato brasiliano: 1

Atlético Paranaense: 2001
- Supercampionato Paranaense: 1

Atlético Paranaense: 2002
- Campionato paulista: 1

São Caetano: 2004
- Campionato Pernambucano: 1

Sport Recife: 2008

### Individuale
- Bola de Prata: 1

2001